# Restrepiella lueri
Restrepiella lueri là một loài thực vật có hoa trong họ Lan. Loài này được Pupulin & Bogarín mô tả khoa học đầu tiên năm 2007.